# چورلی (مریلند)
چورلی (به انگلیسی: Cheverly) شهری در ایالت مریلند کشور ایالات متحده آمریکا است که جمعیت آن در سرشماری سال ۲۰۱۰ میلادی، ۶٬۱۷۳ نفر بوده‌است.